# Johan Håkansson
Johan (eller Jöns) Håkansson (latin: Johannes Haquini), död 9 februari 1432, var en svensk präst och ärkebiskop av Uppsala stift från 1421 till sin död 1432.

## Biografi
Johan Håkansson började som skolmästare i Söderköping och kanik i Linköping. 1411 inträdde han i Vadstena kloster och sändes sju år senare av klostret på en viktig beskickning till Rom, varifrån han återkom 1420. Han deltog under den tiden även i konciliet i Konstanz. När Jöns Gerekesson tvingades avgå som svensk ärkebiskop 1421, berättar Vadstenadiariet att domkapitlet i Uppsala stift gav kung Erik av Pommern tre förslag till efterträdare. Kungen valde Johan Håkansson. Han utnämndes 23 mars 1421 genom påvlig provision och invigdes 28 juni samma år.
Johan Håkansson var en verksam stiftsherde. Han höll 1423 en stiftssynod i Arboga, hävdade kyrkans skattefrihet gentemot den världsliga makten och lät 1430 bygga det fasta ärkebiskopshuset som förstördes under befrielsekriget 1522.
Johan Håkansson följde våren 1424–25 Erik av Pommern på hans diplomatiska resa till Polen, och deltog våren 1424 i giftermålsförhandlingarna med Vladislav II.